# Predrag Drobnjak

Predrag "Peja" Drobnjak (en serbio: Предраг Дробњак, nacido el 27 de octubre de 1975 en Bijelo Polje, República Socialista de Montenegro, República Federal Socialista de Yugoslavia) es un exjugador montenegrino de baloncesto que jugó 4 temporadas en la NBA. Con 2,11 metros de estatura, jugaba en la posición de pívot.

## Biografía
Fue seleccionado en la segunda ronda del draft y escogido por los Washington Bullets en 1997. Durante su tiempo en la NBA jugó dos temporadas para los Seattle SuperSonics, una para Los Angeles Clippers y otra para los Atlanta Hawks.
En julio de 2005 firmó un contrato de tres años con el TAU Cerámica de la liga ACB de España pero un año después fichó por el Partizan de Belgrado. Después volvió a España para jugar en el Akasvayu Girona y la temporada siguiente se fue al Beşiktaş Cola Turka. Más tarde ficharía por el Efes Pilsen para en 2009 firmar con el PAOK Salónica BC.